# Rusa
Rusa é um gênero de cervídeos da Ásia Meridional. Tem sido tradicionalmente inclusos no gênero Cervus, embora evidências genéticas apontam que é mais apropriada sua inclusão em um gênero à parte. 
Três das  espécies têm distribuições relativamente pequenas nas Filipinas e na Indonésia. Porém, o sambar é mais difundido, de modo a habitar desde o leste da Índia até o norte da China e o sul das Grandes Ilhas da Sonda. Todas as espécies encontram-se ameaçadas - perdem território e são caçadas.
É um dos gêneros que pertence ao grupo de cervos verdadeiros.

## Espécies
- Rusa alfredi – cervo-malhado-das-visayas ou  cervo-malhado-das-filipinas;
- Rusa marianna – cervo-pardo-das-filipinas ou sambar-das-filipinas;
- Rusa timorensis – cervo-de-timor ou sambar-de-java;
- Rusa unicolor – sambar.

## Referência
1. ↑  Pitraa, Fickela, Meijaard, Groves (2004). Evolution and phylogeny of old world deer. Molecular Phylogenetics and Evolution 33: 880–895.